# Château de Marcellus
Le château de Marcellus est situé sur le territoire de la commune de Marcellus, dans le département français de Lot-et-Garonne et domine la vallée de la Garonne.

## Histoire
Un premier château a été édifié sur le site au XIVe siècle, peut-être par la famille d'Albret qui possède la seigneurie depuis 1383.
En 1581  Henri de Navarre vend le château fort à Aymeric de Gasq, conseiller au parlement de Bordeaux, que la famille conserve jusqu'au début du XVIIIe siècle. Le château est alors reconstruit à la limite entre le XVIe siècle et le XVIIe siècle, comme peut le montrer la présence d'un portrait équestre d'Henri IV sur une cheminée. Le château a quatre pavillons cantonnés et les vestiges d'une plate-forme.
Au début du XVIIIe siècle le château devient la propriété de la famille Demartin du Tyrac (plus tard de Martin du Tyrac de Marcellus). En 1772, les deux pavillons septentrionaux en demi hors d'œuvre sont reliés par une terrasse soutenue par des arcades. En 1773, Richard-François Bonfin, architecte de Bordeaux, a dressé les plans et le devis pour le comte André Joseph de Martin du Tyrac (1745-1789), mari de Suzanne Angélique de Piis-Beauséjour qui avait désiré construire un château à cet endroit. Il a surveillé les travaux commencés en octobre 1773 par le maître-maçon Joseph Cazade dit Jolycœur. Les travaux ont été terminés en octobre 1775, après avoir détruit l'ancien château sauf les étages en soubassement. 
Marcellus devient ensuite la propriété d'une branche de la famille de Chérade de Montbron à la suite de l'union de Louise de Martin du Tyrac de Marcellus, fille de Paul, comte de Marcellus avec Louis-Jean-Henri de Chérade de Montbron. Le château de Marcellus est de nos jours la propriété de la SCI du château de Marcellus.
Le château, les pavillons d'entrée, les communs ont été inscrits monument historique le 29 août 1986.

## Architecture
Le château actuel, dessiné par l'architecte Dufart de Bordeaux, forme un plan en U avec le logis et deux pavillons à un étage carré. La ferme a également un plan régulier en U en face de laquelle des écuries et un château d'eau viennent refermer la cour. Le bâtiment est en pierres de taille et le toit à long pans est composé de tuiles.
Le nouveau château a été construit en remployant des matériaux, avec une clôture autour des anciens pavillons qui ont été transformés, l'un en chapelle, l'autre en bibliothèque.
Les peintures du XVIIIe siècle sont un travail du peintre Joseph Antoine et sont achevées en 1775.